# Euphorbia chaetocalyx
Euphorbia chaetocalyx là một loài thực vật có hoa trong họ Đại kích. Loài này được (Boiss.) Tidestr. mô tả khoa học đầu tiên năm 1935.